# Pulau Mandangin
Pulau Mandangin is een bestuurslaag in het regentschap Sampang van de provincie Oost-Java, Indonesië. Pulau Mandangin telt 16.259 inwoners (volkstelling 2010).